# 賃貸少額短期保険
株式会社賃貸少額短期保険（ちんたいしょうがくたんきほけん）は日本の少額短期保険会社である。旧社名は賃貸住宅共済会。
母体は共済事業を行っていた賃貸住宅共済会。2010年（平成22年）12月10日に少額短期保険業の登録が完了した。
2012年9月1日に社名を賃貸住宅共済会から、株式会社賃貸少額短期保険に変更した。

## 沿革
- 2005年 8月 - 賃貸住宅共済会を設立
- 2010年 5月 - 店舗、事務所向け保険「オフィス・エイド」を発売開始
- 2010年12月 - 少額短期保険業の登録が完了
- 2012年 6月 - 「新・みんなの安心プラン」を発売開始
- 2012年12月 - 社名を賃貸住宅共済会から、株式会社賃貸住宅少額短期保険に変更